# Archäologisches Fenster

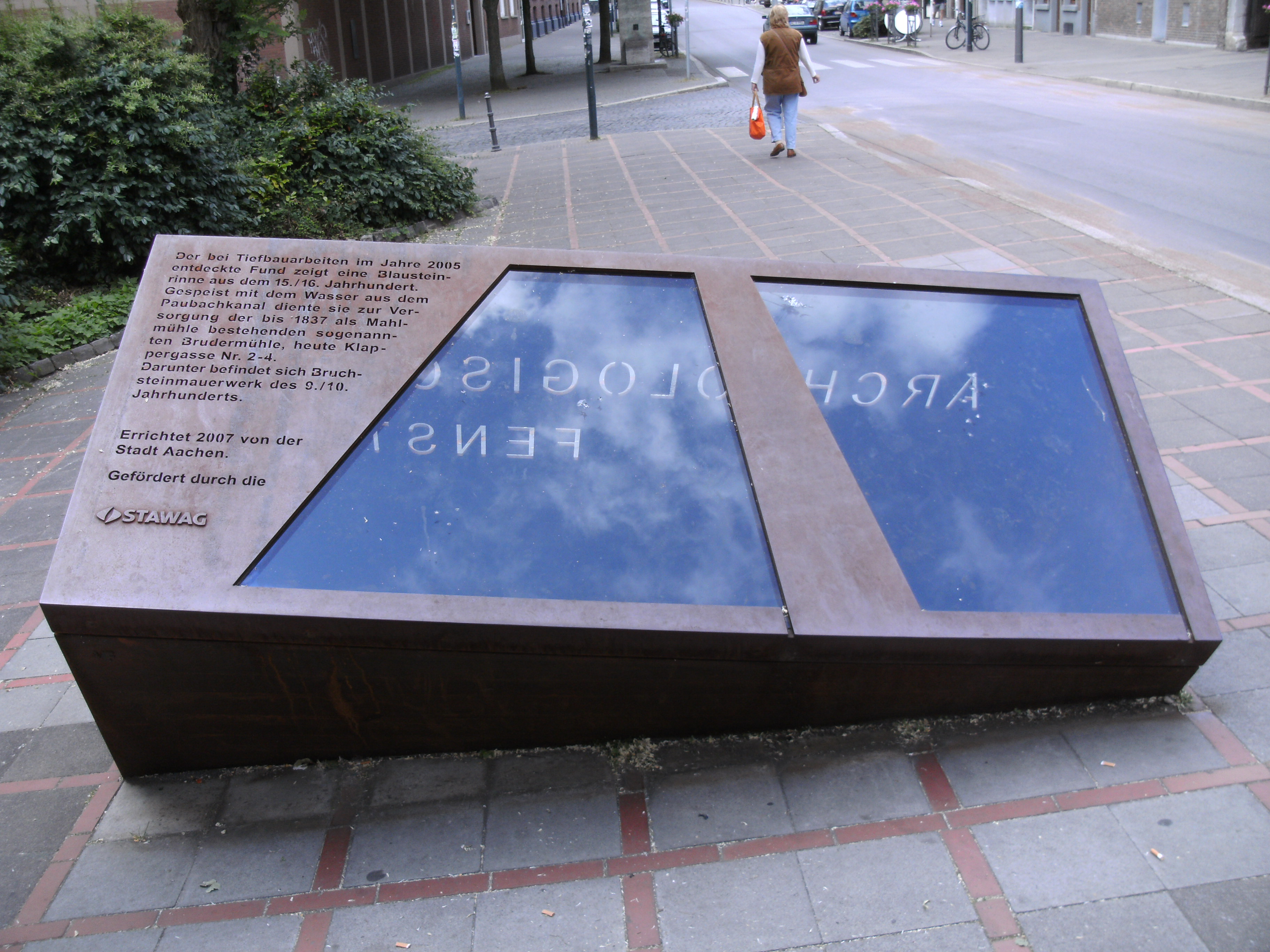
Archäologisches Fenster in Aachen
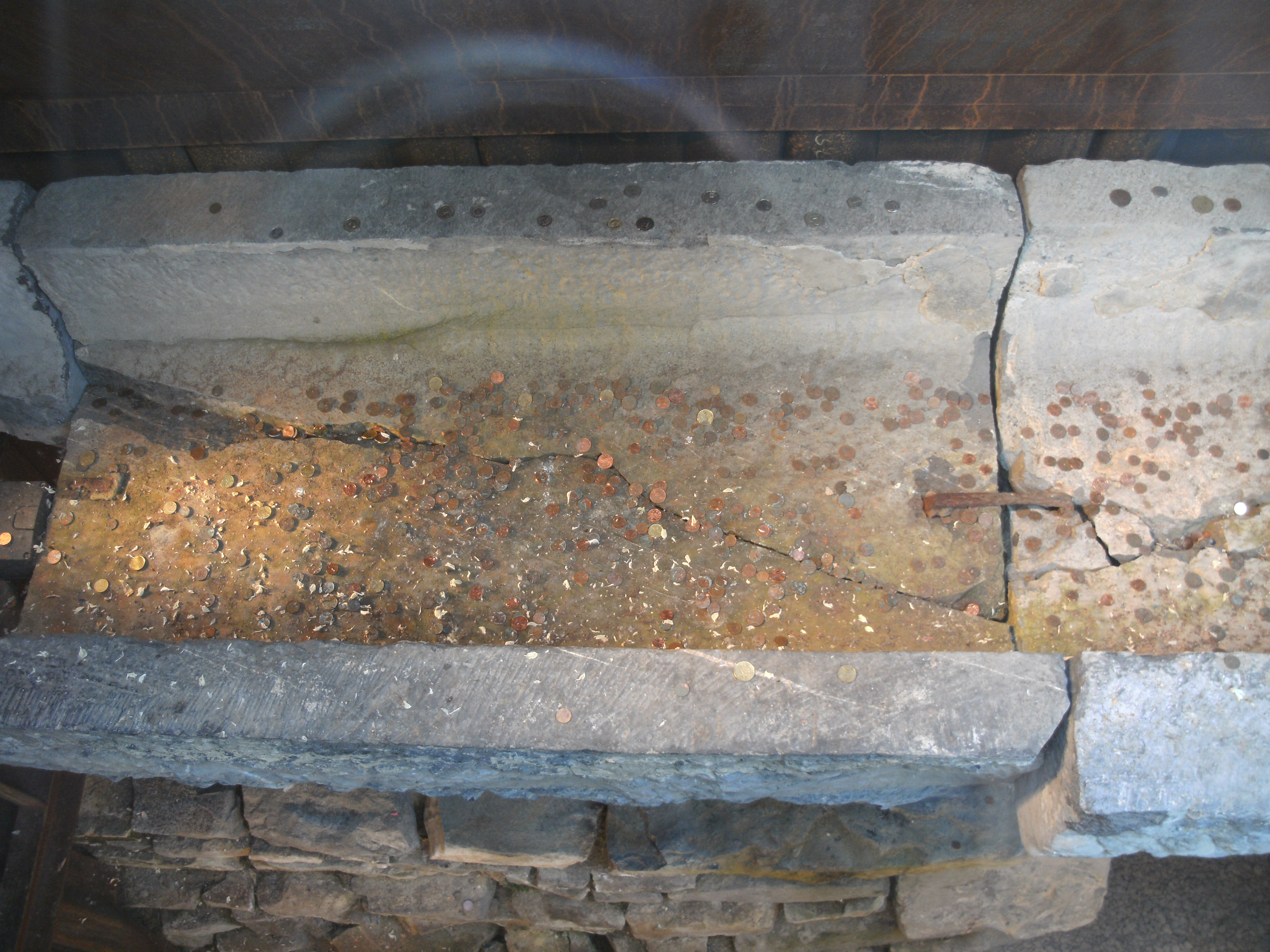
Blick in das archäologische Fenster

Ein Archäologisches Fenster dient dazu, ein Bodendenkmal oder die Ergebnisse einer archäologischen Ausgrabung am Ort ihrer Auffindung sichtbar zu machen.

## Funktion
Archäologische Fenster werden dort eingerichtet, wo archäologisch interessante Strukturen der Öffentlichkeit zugänglich gemacht werden sollen, die nicht ohne weiteres aus dem Boden geborgen werden können oder die absichtlich in der vorgefundenen Schichtenfolge an Ort und Stelle belassen werden. Dabei sind die archäologischen Fenster oft so aufgebaut, dass sie die Strukturen vor Wettereinflüssen oder vor Berührung und damit vor unbeabsichtigter oder beabsichtigter Beschädigung schützen, es aber ermöglichen, sie von außen durch eine Glasscheibe oder ein Gitter zu betrachten.
Im weiteren Sinne werden als Archäologisches Fenster auch allgemein Orte bezeichnet, wo archäologische Funde vor Ort besichtigt werden können, auch wenn sie nicht durch ein besonderes Gehäuse geschützt sind, beispielsweise weil sie sich im Inneren von Gebäuden befinden, und wenn sich zwischen ihnen und dem Betrachter kein Hindernis angeordnet ist.

## Historische Bauforschung und bauliche Denkmalpflege
In der historischen Bauforschung und baulichen Denkmalpflege werden kleine Partien der übereinanderliegenden Putzschichten und Farbfassungen von Wänden, Decken und anderen Bauteilen schichtweise abgetragen, um Stratigraphie und ursprünglichen Bestand zu ermitteln. Die dabei freigelegten Stellen werden auch als Befundfenster oder Fassungsfenster bezeichnet. Die in mehreren nebeneinanderliegenden Streifen freigelegte Malabfolge in chronologischer Ordnung wird Suchtreppe, Schichtentreppe, Freilegetreppe bzw. Freilegungstreppe oder Querschliff genannt.

## Beispiele

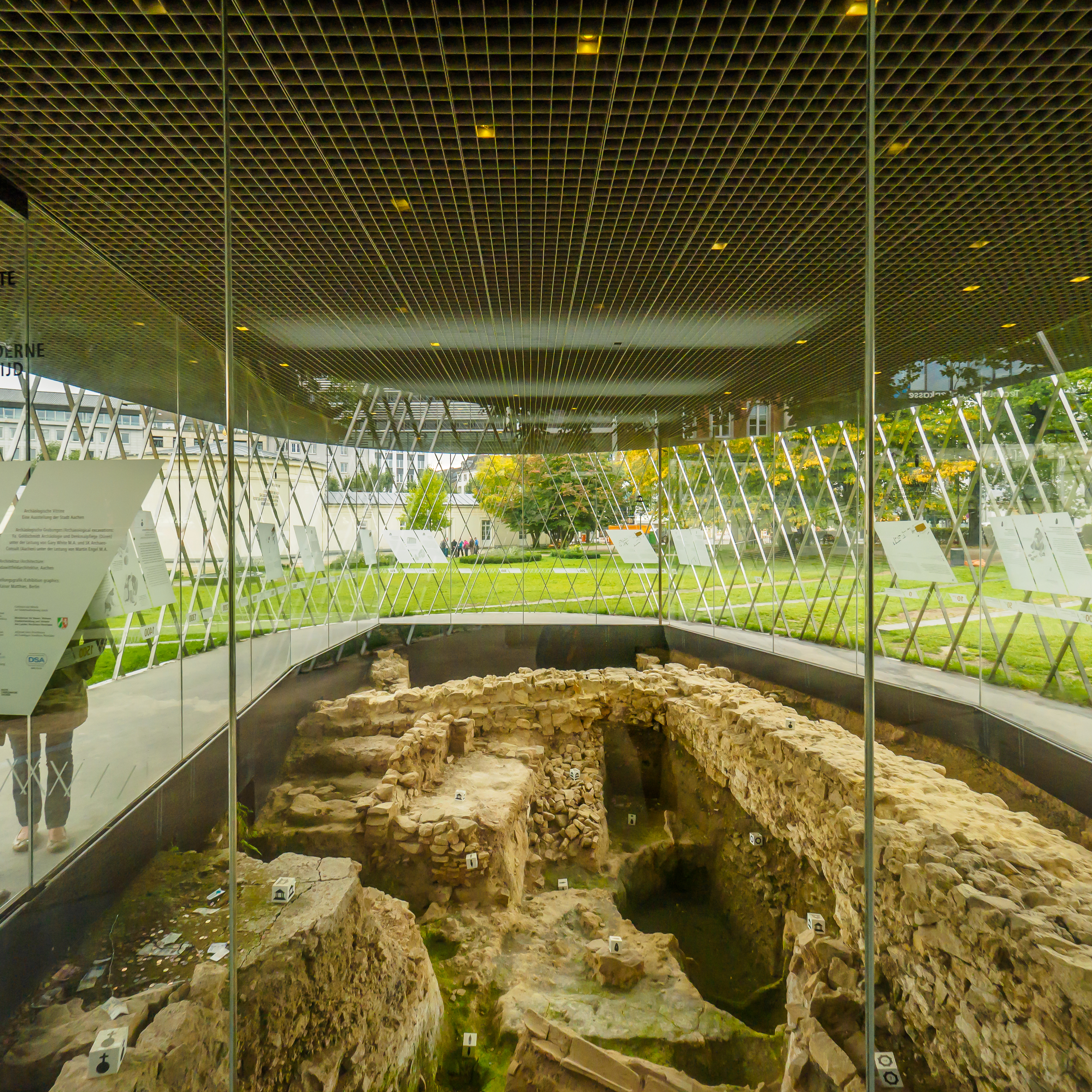
Archäologische Vitrine im Elisengarten in Aachen

- Aachen: Die archäologischen Fenster in Aachen haben unterschiedliche Formen. Sie reichen von einer einfachen Glasscheibe im Boden über einen Schaukasten mit Glasfenster bis zur archäologischen Vitrine mit Glaswänden und überdachtem Umgang. Gezeigt werden vor allem Reste keltischer und römischer Besiedlung sowie Grundmauern aus der Karolinger- und Stauferzeit.[2]  In der archäologischen Vitrine im Elisengarten werden in einem einzigen archäologischen Fenster über 5000 Jahre Stadtgeschichte präsentiert, indem Funde aus der Steinzeit und der Keltenzeit über solche aus der Römerzeit, der Karolingerzeit, dem Mittelalter bis hin zur Neuzeit präpariert und beschrieben wurden.[3]
- Bad Windsheim: Das Archäologische Fenster in Bad Windsheim besteht aus drei Glaspyramiden auf dem Marktplatz der Stadt, durch die man in historische Gipskeller aus der Gründungszeit von Bad Windsheim blicken kann. In den im Rahmen von Stadtführungen zugänglichen Gipskellern sind in mehreren Vitrinen Funde zur Stadtgeschichte vom 10. bis zum 14. Jahrhundert ausgestellt.[4]
- Berlin: Ein archäologisches Fenster im Hotel Capri by Fraser in Berlin-Mitte zeigt die 2007 ausgegrabenen Grundmauern einer mittelalterlichen Lateinschule. In einem weiteren Fenster auf der Schlossinsel Köpenick ist das Turmfundament des Renaissancejagdschlosses sichtbar. Zu den archäologischen Fenstern in Spandau zählen das Archäologische Fenster Burg Spandau in der Zitadelle Spandau, der Archäologische Keller am Reformationsplatz und das Gotische Haus in Breite Straße 32.[5] Ein Fenster, das nicht soweit in die Vergangenheit blickt, ist das Archäologische Fenster an der Himmelfahrtkirche im Volkspark Humboldthain, in dem erhalten gebliebene Fundamente des von 1894 bis 1954 existierenden Vorgängerbaus gesichert worden sind.

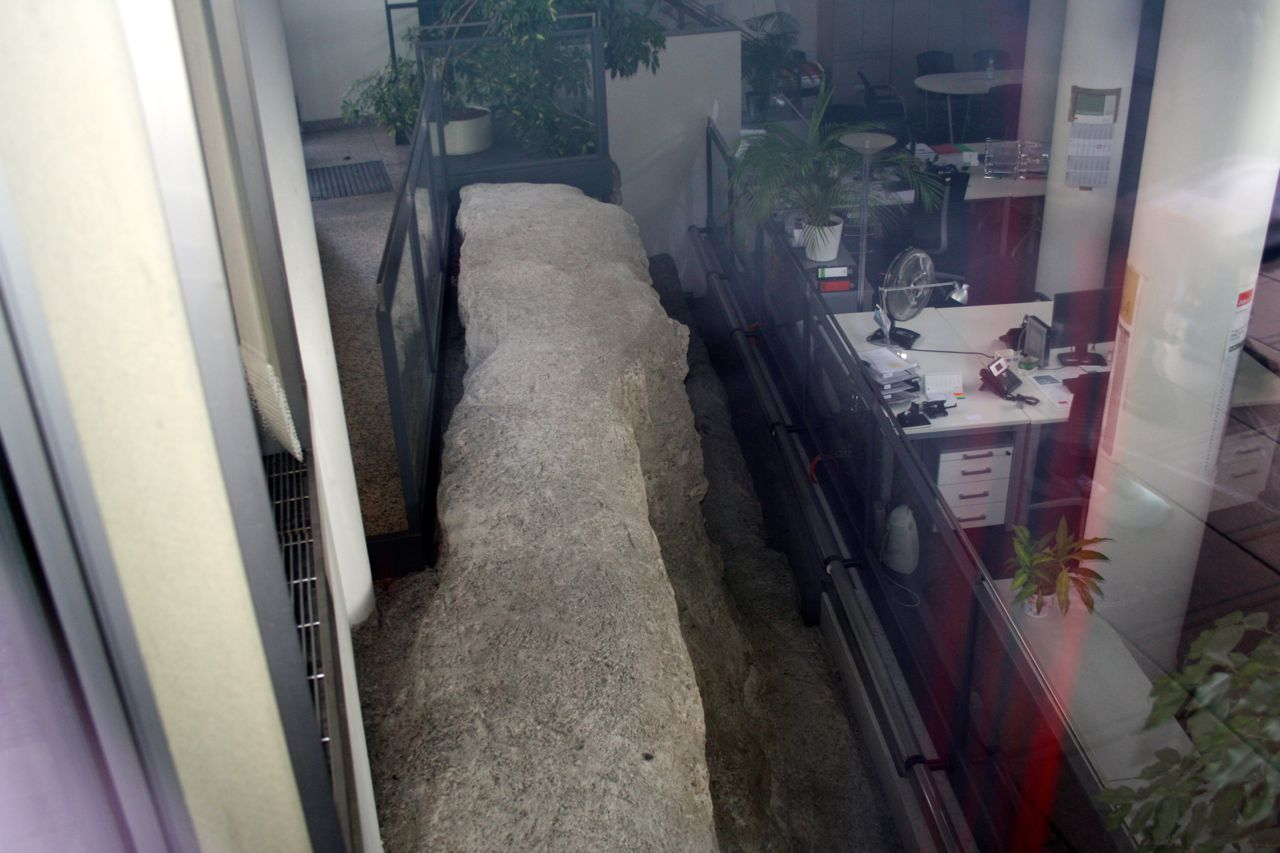
Reste der Zwingermauer im Souterrain eines Geschäftshauses in München

- Hamburg-Harburg: Im Erdgeschoss der Hausnummer 39 der Harburger Schloßstraße wurde vom Archäologischen Museum Hamburg ein dreiteiliges archäologisches Fenster eingerichtet, in denen Informationen zur Geschichte der ältesten Straße Harburgs und den dortigen Ausgrabungsergebnissen präsentiert werden, die bis zu einer Ausgrabungstiefe von 4,5 m reichen und die die Siedlungsgeschichte vom 13. Jahrhundert bis in die Gegenwart dokumentieren.
- Herford: Das Archäologische Fenster am Münster (AFaM) ist ein im Bau befindliches archäologisches Fenster, mit dem das Bodendenkmal Damenstift Herford in Form einer gestalteten archäologischen Stätte sichtbar und erlebbar gemacht werden soll.
- Jülich: Im Ladenlokal einer Buchhandlung  in der Kölnstraße 9 ist unter Glas das Fundament eines vieleckigen spätrömischen Kastells zu sehen, das bei Renovierungsarbeiten zur Erweiterung des Ladenlokals freigelegt wurde. Der Fund ist als Bodendenkmal ausgewiesen und kann während den Öffnungszeiten der Buchhandlung besichtigt werden.[6]

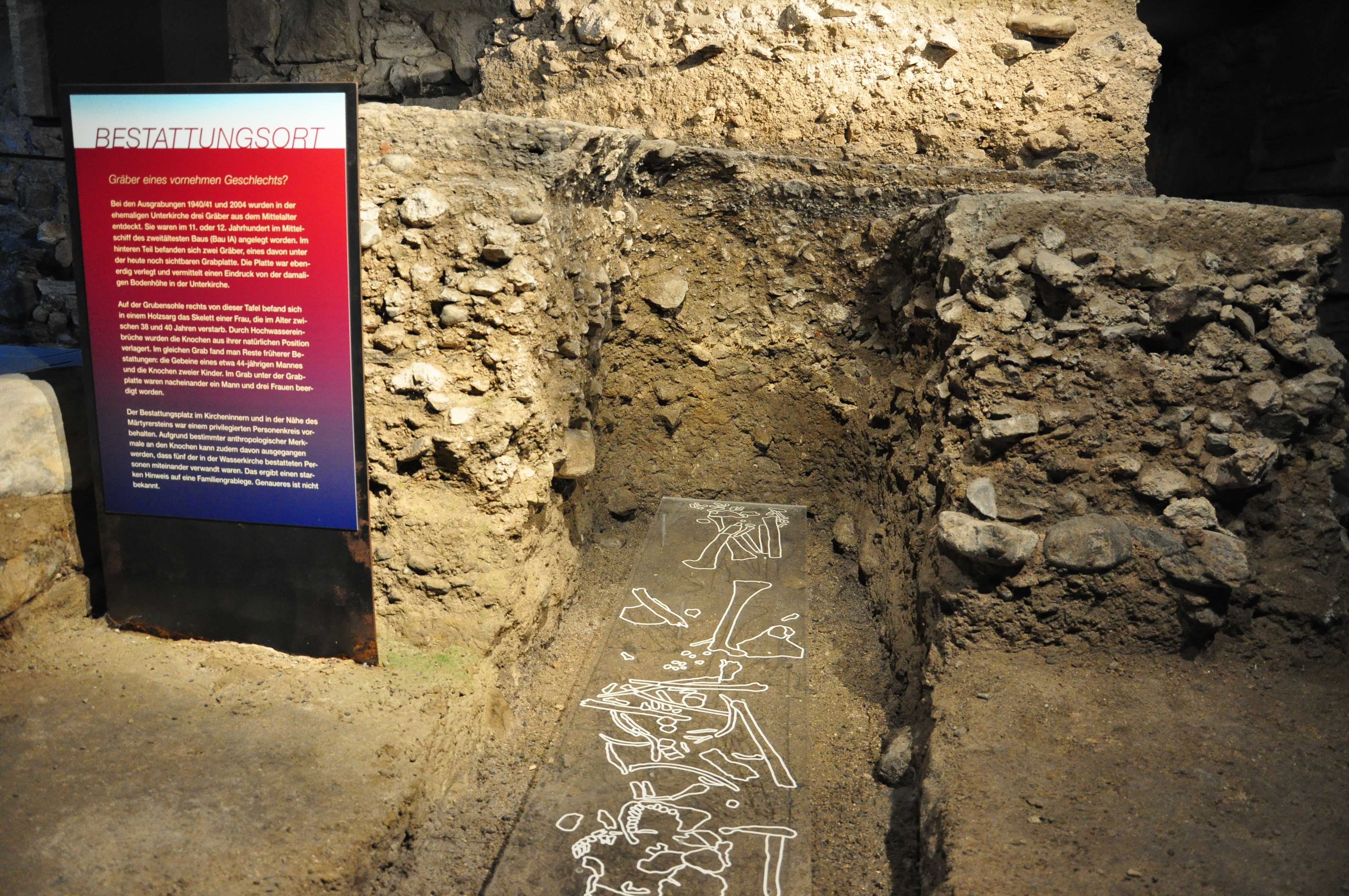
Bestattungsort in der Krypta der Wasserkirche in Zürich

- Landshut: In der Kirche Alt-St. Nikola befindet sich zwischen der ersten und zweiten Säule auf der linken Seite ein offener Bereich im Fußboden, der den Blick auf die Überreste des romanischen Vorgängerbaus freigibt. Es sind unter anderem Teile des aus rechteckigen Ziegelplatten bestehenden Fußbodens dieser Urkirche zu sehen sowie ein Mauerfragment der Nordwand, das älteste bekannte Steinmauerwerk im Landshuter Stadtgebiet.
- München: In den Geschäftsräumen im Souterrain eines Geschäftshauses am Thomas-Wimmer-Ring 1 in sind Reste der mittelalterlichen Zwingermauer teilweise freigelegt und von außen einsehbar.[7] Bei einer Ausgrabung geborgene Fundamente der Zwingermauer und eines Halbschalenturms wurden transloziert in einem Grünstreifen am Isartor öffentlich zugänglich wieder aufgebaut. Andere archäologische Befunde, beispielsweise die Grundmauern des Kaufingertors oder des Lueg ins Land, sind zwar nicht offen sichtbar, aber ihre Lage ist durch ein entsprechendes Muster in der Gehwegpflasterung erkennbar gemacht.
- Zürich: Die archäologischen Fenster in Zürich sind über die Altstadt von Zürich verteilt und bilden zusammen eine Art dezentrales Stadtmuseum. Ihr Spektrum reicht von den Ruinen eines Römerkastells über einen Blick in ein mittelalterliches jüdisches Wohnhaus an der Brunngasse 8 bis zum Ehgraben, der die Abfall- und Abwasserproblematik der mittelalterlichen Stadt verdeutlicht.[8]